# Hyllisia quinquelineata
Hyllisia quinquelineata là một loài bọ cánh cứng trong họ Cerambycidae.